# AllJoyn
AllJoyn ist ein Open-Source-Projekt, das ein Programmiergerüst und Kerndienste für die Kommunikation, unabhängig von Produktkategorie, Plattform-, Marken und Verbindungstyp von Geräten und Anwendungen mittels Peer-to-Peer (P2P) Connection bereitstellt. Qualcomm hat das Open-Source-Projekt entwickelt und erstmals 2011 auf dem Mobile World Congress präsentiert.
Die Rechte des Quellcodes unterliegen der ISC-Lizenz.
Die Allseen Alliance, bei der das Open-Source-Projekt heruntergeladen werden kann, wurde gegründet, um die Interoperabilität für das Internet der Dinge zu fördern, insbesondere die in den Bereichen Smart Home, Smart-TV, Smart Audio, Breitband-Gateways und Automotive.